# الشوبك الغربي
قرية الشوبك الغربي هي إحدى القرى التابعة لمركز البدرشين في محافظة الجيزة في جمهورية مصر العربية. حسب إحصاءات سنة 2006، بلغ إجمالي السكان في الشوبك الغربي 21112 نسمة، منهم 11037 رجل و10075 امرأة.